# Автоном (имя)
Автоно́м (др.-греч. Αὐτόνομος — «живущий по собственным законам, автономный, независимый, самостоятельный; свободный, вольный», от др.-греч. αὑτός — «сам» + др.-греч. νόμος — «закон») — мужское имя.
Отчества в русском языке: Автономович, Автономовна.
Производные: Автономка, Автом(а), Тоима, Автя, Автюха.
25 сентября — день священномученика Автонома, епископа Италийского.
Производная фамилия от имени Автоном — Автономов.

## Известные носители
- Автоном Вифинский, епископ Италийский (? — 313) — епископ в городе Пренесте, христианский святой, почитаемый в лике священномучеников; пострадал в Вифинском селении Сореи.